# 염소 (영화)
염소(La Chevre, The Goat)는 멕시코에서 제작된 프랑시스 베베르 감독의 1981년 코미디 영화이다. 피에르 리샤르 등이 주연으로 출연하였고 알렝 프와레 등이 제작에 참여하였다.

## 줄거리
대기업 CEO의 딸인 마리 벤스는 푸에르토바야르타로 휴가를 갔다가 납치당한다. 경찰 수사는 성과가 없어, 그녀의 아버지는 실종 사건 전문의 저명한 사립 탐정 캄파나(제라르 드파르디외)를 고용하지만, 그는 멕시코에서 한 달을 보내고도 단 하나의 단서도 찾지 못한다. 절망한 벤스 씨는 결국 회사 심리학자인 마이어의 다소 독창적인 아이디어를 듣게 된다. 마이어에 따르면 캄파나는 마리를 찾기에는 너무 "정상적"이다. 성공할 유일한 방법은 그녀의 가장 두드러진 특징인 엄청난 불운을 공유하는 사람을 보내는 것이다. 마이어는 완벽한 후보자를 찾아냈다. 그의 삶이 끝없는 불행의 연속이었던 회계사 프랑수아 페린(피에르 리샤르)이다. 자신의 주장을 설명하기 위해 심리학자는 즉흥적인 시험을 실시한다. 그는 페린을 불러 큰 테이블에 앉으라고 요청한다. 많은 빈 의자 앞에서 페린은 망설이다가 부러진 의자를 선택하여 넘어지고 만다. 잃을 것이 없다고 느낀 벤스 씨는 페린에게 수사를 맡기며 전권을 주고 탐정의 도움을 받게 한다. 이 터무니없는 계획에 따르는 것을 꺼려했음에도 불구하고, 캄파나는 결국 새로운 역할을 매우 진지하게 받아들이는 페린과 함께 출발하기로 동의한다.
페린의 불행은 그들이 오를리 공항에 도착한 순간부터 시작되어 멕시코에서 점점 더 심해진다. 그의 파트너인 캄파나는 믿을 수 없다는 듯 당황해한다. 그러나 이러한 불운의 축적은 우연히 그들을 마리 벤스를 납치한 후안 아르발이라는 남자의 흔적을 따라가게 한다. 캄파나와 페린은 결국 그를 추적하지만, 아르발은 말하는 것을 막기 위해 자신의 갱단에 의해 총에 맞아 사망한다. 두 프랑스인은 이후 자신들을 살인자로 오해한 현지 경찰에 체포되고, 캄파나는 구타를 당하며 페린의 불운에 "오염"된 것이 아닌지 두려워하기 시작한다. 자유를 되찾은 후, 그들은 갱단의 리더인 페르난도를 체포하는 것을 돕는다. 그는 포로를 은신처로 수송하던 소형 비행기가 열대우림 위에서 사라져 버렸기 때문에 몸값 요구가 없었다고 설명하며, 포로의 운명에 대해서는 알지 못한다고 인정한다.
벤스 소녀가 죽었다고 생각한 캄파나는 수사를 포기하고 싶어 하지만, 마이어는 모두에게 마지막 도박을 시도하도록 설득한다. 페린을 비행기에 태워 정글 위로 날려 보내는 것이다. 또 다른 운명의 장난으로 비행기는 어디에도 없는 곳에 비상 착륙한다. 상황 전개에 당황한 캄파나는 페린의 직관적인 단서를 따라 지프를 타고 숲을 계속 탐험하기로 동의한다. 그러나 그들은 곧 연료가 바닥나 절망적으로 길을 잃는다. 페린의 명령을 따르는 것에 지치고 좌절한 캄파나는 페린에게 자신이 실제로 책임자가 아니라 불운의 미끼 역할을 하는 단지 "염소"일 뿐이라고 밝힌다. 두 남자는 몸싸움을 벌이지만, 페린은 실수로 자신을 때려 기절하고 혼수 상태에 빠진다. 지역 주민들에게 구조된 그들은 페린이 치료를 받을 수 있도록 선교소로 옮겨진다. 탐정은 이 기회를 이용해 마이어에게 전화를 걸어 수색을 완전히 중단할 것이라고 말한다. 한편, 병원 침대에서 페린은 머리에 총을 맞은 다른 환자 옆에서 깨어나는데, 그가 마리 벤스인 것으로 밝혀진다. 방향 감각을 잃고 몽유병 환자처럼 손을 잡고 강 위의 부교로 향한다. 부두가 무너지고 그들은 떠내려가며, 캄파나는 놀라서 그들을 지켜본다.

## 출연

### 주연
- 피에르 리샤르
- 제라르 드빠르디유
- 페드로 아멘다리즈 주니어
- 마리차 올리바레스
- 조지 루크
- 세르지오 칼데론
- 미쉘 로빈

### 조연
- 로베르 달방
- 장-루이 포튀트
- 재클린 노엘

## 제작진
- 미술: 자크 버프누아